# Liantang, Fujian
Liantang (kinesiska: 莲塘)  är en köping i sydöstra Kina. Den ligger i Pucheng härad i staden Nanping i provinsen Fujian, omkring 220 kilometer norr om provinshuvudstaden Fuzhou. Antalet invånare är 16 854. Befolkningen består av 8 153 kvinnor och 8 701 män. Barn under 15 år utgör 20,0 %, vuxna 15-64 år 67 %, och äldre över 65 år 11,0 %.